# Zhangshu (köpinghuvudort i Kina, Hunan Sheng, lat 28,56, long 112,81)
Zhangshu (kinesiska: 樟树, 樟树镇) är en köpinghuvudort i Kina. Den ligger i provinsen Hunan, i den södra delen av landet, omkring 44 kilometer norr om provinshuvudstaden Changsha. Antalet invånare är 22 420. Befolkningen består av 10 872 kvinnor och 11 548 män. Barn under 15 år utgör 16,0 %, vuxna 15-64 år 72 %, och äldre över 65 år 11,0 %.
Runt Zhangshu är det tätbefolkat, med 442 invånare per kvadratkilometer. Närmaste större samhälle är Wenxing, 14,7 km norr om Zhangshu. Trakten runt Zhangshu består till största delen av jordbruksmark.
Genomsnittlig årsnederbörd är 1 683 millimeter. Den regnigaste månaden är maj, med i genomsnitt 292 mm nederbörd, och den torraste är december, med 45 mm nederbörd.